# Kaikilani Coney-Vos
Kaikilani Coney-Vos (ook wel bekend als Eleonor of Ellen) (Nawiliwili, Kauai, 27 december 1867 - 1 september 1943) was prinses en het laatste stamhoofd van de vooraanstaande familie Kamehameha uit het district Puna op het eiland Hawaií. Ze was tevens de tweede vrouw van kunstschilder Hubert Vos: er zijn van zijn hand twee portretten van Kaikilani bekend.
Eleanor Kaikilani was de vijfde van zes kinderen: haar moeder was Laura (of Lala) Amoy Kekukapuokekuaokalani Ena en het stamhoofd van het Hawaïaanse eiland Kauai, en haar vader de in New York geboren John Harvey Coney.
Kaikilani Coney was gescheiden van haar eerste man toen Vos haar ontmoette in New York in november 1897, bij een bezoek van Hawaïaanse koningin Liliuokalani aan de stad. Eleanor was een van haar hofdames. Vos werd prompt verliefd op haar en na drie dagen vroeg hij haar ten huwelijk. Hun huwelijksreis was een wereldtournee met onder meer een verblijf in Hawaï en Korea en die in 1900 in Parijs eindigde. Volgens haar overlijdensbericht in 1943 woonde het verse echtpaar tijdens hun wereldreis de kroning van de Nederlandse Koningin Wilhelmina in Nederlands-Indië bij.
Kaikilani en haar man kregen samen een dochter, Marguerite.
Het historisch genootschap van Kauai, de Kauai Historical Society, bezit twee schilderijen van de hand van Vos die Kaikilani Coney afbeelden.